# Territorio de Nebraska
El Territorio de Nebraska fue un territorio histórico organizado de los Estados Unidos de América que existió del 30 de mayo de 1854 al 1 de marzo de 1867, cuando una pequeña parte del territorio fue admitida en la Unión como el estado de Nebraska. El Territorio de Nebraska fue creado por la Ley de Kansas-Nebraska de 1854. El capital territorial fue Omaha. El territorio abarcaba zonas de lo que hoy es Nebraska, Wyoming, Dakota del Sur, Dakota del Norte, Colorado, y Montana.

## Historia
Una ley de autorización fue aprobada por el Congreso en 1864. Fueron elegidos varios delegados para una convención constitucional; esta convención no produjo una constitución. Dos años más tarde, en 1866, una constitución fue redactada y sometida a votación. Fue aprobada por 100 votos. Sin embargo, una cláusula de esta constitución que limitaba el sufragio a los "hombres blancos libres" retrasó la entrada de Nebraska en la Unión durante casi un año. El 1866 una ley de autorización para el Estado fue objeto de un veto por el presidente Andrew Johnson. Cuando el Congreso se reunió en 1867, se aprobó otro proyecto de ley para crear el estado de Nebraska, con la condición de que la constitución de Nebraska se modificara para eliminar la cláusula de sufragio. Este proyecto de ley también fue vetado por el presidente Johnson. Posteriormente, el Congreso anuló su veto.